# Stazione di Locarno Piazza Castello
La stazione di Locarno Piazza Castello della Ferrovie Autolinee Regionali Ticinesi (FART) è stata una fermata ferroviaria della ferrovia Locarno-Domodossola ("Centovallina") e della ferrovia Locarno-Bignasco ("Valmaggina").

## Storia
La fermata venne inaugurata nel 1908 come prolungamento della linea Locarno-Bignasco avvenuta nel 1907. Nello stesso anno la fermata venne utilizzata dalla linea tranviaria cittadina. Nel 1923 servì anche la linea Domodossola-Locarno. Nel 1965 fu soppresso il traffico sulla Locarno-Bignasco. Con il disarmo della linea fino a Ponte Brolla, la fermata di Piazza Castello rimase quindi attiva solo per la Domodossola-Locarno. La fermata continuò il suo esercizio fino alla sua chiusura avvenuta il 29 maggio 1988, in occasione dell'interramento della tratta ferroviaria San Martino-Locarno FART.
A differenza delle stazioni di Locarno FART e di Sant'Antonio, che vennero sostituite dal 1990 da due stazioni nuove, la fermata di Piazza Castello non venne sostituita.

## Strutture e impianti
Era composto da un piccolo fabbricato viaggiatori aggiunto negli anni ottanta e dal solo binario di circolazione. Al 2018 non rimane nessuna traccia dell'infrastruttura: Il fabbricato venne demolito poco dopo la chiusura e il binario venne smantellato negli anni novanta. Il sito della stazione dove sorgevano gli impianti venne inglobato nelle strade cittadine di Locarno.